# Idiops petiti
Idiops petiti är en spindelart som först beskrevs av Félix Édouard Guérin-Méneville 1838.  Idiops petiti ingår i släktet Idiops och familjen Idiopidae. Inga underarter finns listade i Catalogue of Life.